# Joan Schaepman
Joan Herman Theodoor Marie Thérèse Schaepman (Arnhem, 16 augustus 1920 – Valkenswaard, 8 december 1992) was een Nederlands politicus van de KVP.
Hij werd geboren als zoon van P.A. Schaepman die toen burgemeester van Angerlo was en in 1925 de burgemeester van Borne werd. Joan Schaepman was zelf werkzaam bij de gemeente Ambt Delden voor hij in 1945 de overstap maakte naar de gemeentesecretarie van Leidschendam. Hij was daar hoofdcommies A en chef afdeling Algemene Zaken voor hij in februari 1961 benoemd werd tot burgemeester van Bergeyk. Schaepman vervulde die functie tot zijn pensionering in september 1985 en verhuisde daarna naar Valkenswaard. Eind 1992 overleed hij daar op 72-jarige leeftijd.